# あしたになれば。
『あしたになれば。』は、2015年公開の日本映画作品である。三原光尋監督作品。

## 概要
同監督作品『あしたはきっと…』と同じく、大阪府南河内地区が舞台となっている。そのため、羽曳野市・藤井寺市・太子町が撮影に協力している。

## ストーリー
全国高等学校野球選手権大会に予選敗退し、落ち込む松井大介が学校に呼び出される。それは特産品を使ってふるさとグルメを作る「南河内グルメ開発プロジェクト」への参加を促すものだった。隣の飛鳥女子学院の生徒2人と合同でつくられたチームで、料理に励むことになる。

## キャスト
- 松井大介：小関裕太
- 佐々木美希：黒島結菜
- 安田元：葉山奨之
- 大野健二：小川光樹
- 見村昭吾：山形匠
- 大島玉子：富山えり子
- 松井順子：赤間麻里子
- 佐々木香織：清水美沙
- 松井幸雄：赤井英和

## 主題歌
主題歌「君がくれた夏」
（作詞・作曲・歌：奥華子 編曲：su-kei）
挿入歌「タリナイオモイ」
（作詞・作曲・編曲：タカハシコウスケ 歌：佐々木友里・タカハシコウスケ）